# Paul Hamy

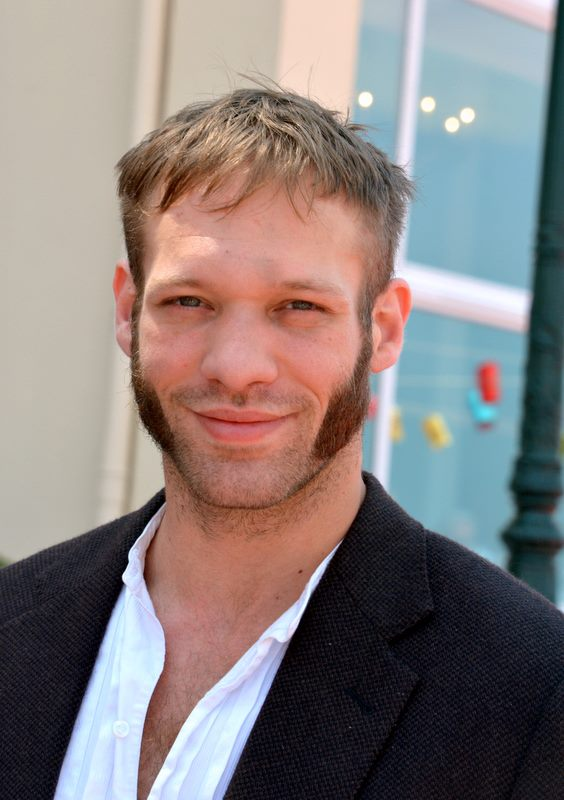
Paul Hamy beim Festival du Film de Cabourg 2014

Paul Hamy (* 1982) ist ein französisch-US-amerikanischer Filmschauspieler und arbeitet zudem als Model.

## Leben
Paul Hamy wurde 1982 als Sohn eines US-Amerikaners und einer französischen Filmeditorin geboren und besitzt daher die französische und die US-amerikanische Staatsbürgerschaft. Sehr früh interessierte sich Hamy für Autorenfilme. Seine Mutter habe ihm im Alter von sieben Jahren Filme von Akira Kurosawa, Alfred Hitchcock und Billy Wilder gezeigt, sagt Hamy über seine Kindheit. Als Hamy 16 Jahre war, begann er sich für Mode zu interessieren und als Model zu arbeiten.
Im Film Madame empfiehlt sich von Emmanuelle Bercot übernahm Hamy mit Marco seine erste Rolle in einem Spielfilm. Es folgte die größere Rolle von Julien in Katell Quillévérés Die unerschütterliche Liebe der Suzanne, für die Hamy im Rahmen der Verleihung des César 2014 eine Nominierung als bester Nachwuchsdarsteller erhielt und im gleichen Jahr beim Festival du film de Cabourg ausgezeichnet wurde. Beide Filme kamen 2013 in die Kinos. Eine erste Hauptrolle erhielt Hamy im Film Der Ornithologe von João Pedro Rodrigues, der 2016 beim Internationalen Filmfestival von Locarno seine Premiere feierte. Im Film spielt er den Vogelforscher Fernando, der nach einer skurrilen Reise zu einem völlig neuen Menschen wird. Für diese Rolle wurde Hamy bei den CinEuphoria Awards 2017 mit dem Publikumspreis als bester Schauspieler ausgezeichnet.
Heute verbringt Hamy seine Zeit zwischen Paris und New York.

## Filmografie (Auswahl)
- 2013: Die unerschütterliche Liebe der Suzanne (Suzanne)
- 2013: Madame empfiehlt sich (Elle s’en va)
- 2015: Mein ein, mein alles (Mon roi)
- 2015: Endlich frei (Peur de rien)
- 2015: Der Bodyguard – Sein letzter Auftrag (Maryland)
- 2016: Der Ornithologe (O Ornitólogo)
- 2016: Le divan de Staline
- 2016: Sex Doll
- 2017: Occidental
- 2017: 9 doigts
- 2018: Jessica Forever
- 2019: Sibyl – Therapie zwecklos (Sibyl)
- 2019: Einsam Zweisam (Deux moi)
- 2020: The Last Journey (Le Dernier Voyage de Paul W.R.)
- 2021: Maroni (Fernsehserie, 6 Folgen)
- 2021: Madame Claude
- 2021: Villa Caprice
- 2024: Der Seelenfänger (Le mangeur d’âmes)

## Auszeichnungen
César
- 2014: Nominierung als Bester Nachwuchsdarsteller (Die unerschütterliche Liebe der Suzanne)

CinEuphoria Awards
- 2017: Auszeichnung mit dem Publikumspreis als Bester Schauspieler (Der Ornithologe)
- 2017: Nominierung als Bester Schauspieler im nationalen Wettbewerb (Der Ornithologe)

Festival du film de Cabourg
- 2014: Auszeichnung mit dem Prix Premiers Rendez-vous (Die unerschütterliche Liebe der Suzanne)[3]

Prix Lumières
- 2014: Nominierung als Bester Nachwuchsdarsteller (Die unerschütterliche Liebe der Suzanne)